# Les Bordes-sur-Arize
Les Bordes-sur-Arize är en kommun i departementet Ariège i regionen Occitanien i södra Frankrike. Kommunen ligger  i kantonen Le Mas-d'Azil som ligger i arrondissementet Pamiers. År 2022 hade Les Bordes-sur-Arize 472 invånare.

## Befolkningsutveckling
Antalet invånare i kommunen Les Bordes-sur-Arize
Referens: INSEE